# 张家沟村遗址 (贵德)
张家沟村遗址，位于中国青海省贵德县河阴镇张家沟村，为青海省市县级文物保护单位，公布日期为1987年8月6日，类型为古遗址。
张家沟村遗址的历史年代为青铜时代。